# Александрос Ризос Ранґавіс

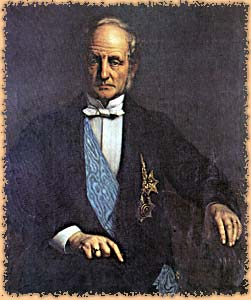
Александрос Ризос Ранґавіс

Але́ксандрос Ри́зос Ранґаві́с (грец. Αλέξανδρος Ρίζος Ραγκαβής; 1809, Стамбул,— 1892, Афіни) — грецький письменник, науковець і дипломат. Перший секретар Афінського археологічного товариства.

## Біографія
Народився у сім’ї фанаріотів, що певною мірою обумовило напрямок його літературної творчості (орієнтація на архаїку, відродження культурної спадщини, відстороненість від актуальних політичних проблем, використання в художніх творах кафаревуси як основного мовного матеріалу). Вчився у гімназії в Одесі. Вищу освіту здобув у Європі, працював у Афінському університеті (з 1844 — професор археології), був послом Греції у Великій Британії, міністром закордонних справ.

## Творчість
Попри свою приналежність до так званої Афінської школи в літературі, яка обстоювала архаїзм і кафаревусу, почав літературну діяльність не як неокласицист, а радше як романтик (можливо, під впливом перебування в Німеччині під час навчання; адже саме там романтизм був дуже потужний). Зокрема, він обирав патріотичну, героїчну тематику, писав народною мовою (дімотікі), використовував у віршах традиційний народний розмір — п’ятнадцятискладовик (поема «Демос та Елені», написана 1831 року на сюжет, узятий з народної пісні), декларував принципи романтизму в передмові до своєї драми «Фросіні» (1837). Але невдовзі він поступово звертається до архаїзації мови, до неокласицистських тенденцій. Так, збірка «Різні поезії» (1837) складається з двох частин, одна з яких («Різне») написана кафаревусою, а друга («Димотичне») — димотикою. Ще більше це стало помітним в 1840 році (поема «Демагог»), і ці тенденції в його творчості дедалі зростали. Віршоване оповідання «Корабель Діонісія» (1864) написане кафаревусою за міфічним сюжетом; стиль його вже ніяк не романтичний, а неокласицистичний.
Ранґавіс і брати Суцоси (див. Александрос Суцос, Панайотіс Суцос) саме й склали ядро Афінської школи, яка була значно менш демократична від Іонічної, впроваджувала лексичні й граматичні форми, запозичені з мертвої давньогрецької, дещо знизила соціальну навантаженість красного письменства, але одночасно сприяла виробленню мовних засобів і внесла значне розмаїття в жанри і форми літератури. Хоча сам Ранґавіс головним напрямком своєї літературної діяльності вважав поезію, але крім збірок віршів та поем, він писав оповідання, романи, п’єси, наукові праці (не тільки з археології: йому, зокрема, належить одне з перших досліджень історії новогрецької літератури); не дивно також, що він як державний муж залишив і мемуари. Крім того, перекладав з італійської та німецької.
У становленні грецької прози Ранґавіс відіграв чи не найважливішу роль. Подібно до Панька Куліша з його «Чорною радою», він запровадив у новогрецьку літературу жанр історичного роману в стилі Вальтера Скотта, опублікувавши 1850 року «Володаря Мореї». Дія цього твору розгортається у XIV столітті; сюжет, запозичений з «Хронік Пелопонесу», відрізняється складністю інтриги. Також заплутаною в сюжетному плані є й його повість «Нотаріус», сповнена всіляких таємниць. Дія в ній відбувається на острові Кефаллінія.
Жанр історичного роману набув у тогочасній Греції великої популярності, і не тільки завдяки талантові його зачинателя та інших авторів: цей жанр відповідав прагненню нації (яка, треба пам’ятати, щойно здобула давно омріювану незалежність) осмислити свою історичну єдність, відповідав подальшому оформленню грецького націоналізму. Прикметним є і звернення саме до візантійського періоду грецької історії: адже Візантія знаменувала безперервність зв’язку сучасної Греції з античністю.
Історичні драми Ранґавіса вважаються не такими вдалими, як його поезія та проза.
Ранґавіс був найпродуктивнішим письменником свого часу, його творча спадщина складається з багатьох томів, але після смерті він був майже забутий.
Українською мовою перекладено два вірші Ранґавіса: «Клефт» (переклав Василь Шкляр) опублікований в «Літературній Україні» 11 червня 1971, № 46, с. 4, а «Співець» (переклала Світлана Перепльотчикова) — в антології «Новогрецька література» (див. у Джерелах), с. 17–18.